# Iris Barry
Iris Barry (1895 - 22 de desembre de 1969) va ser una crítica de cinema i curadora de museu. Durant la dècada de 1920 va ajudar a establir la London Film Society, i desde l'any 1935, va ser la primera curadora del departament de cinema del Museu d'Art Modern de Nova York.

## Biografia
Iris Barry, amb el nom complet Iris Sylvia Crump, va néixer al districte de Washwood Heath de Birmingham, a Anglaterra. Els seus pares eren Alfred Charles Crump i Annie Crump. Va estudiar al convent de les Ursulines, a Verviers, Bèlgica.
Entre 1916 i 1917, es va traslladar a Londres, on va conèixer el músic i poeta Ezra Pound i va assistir a "Ezuversity", el programa d'aquest últim amb el qual el poeta educava a joves poetes en l'art de la lectura i l'escriptura. En les cartes que Pound escrivia a Barry, entre altres coses, aquest l'animava a emancipar-se, a evitar el matrimoni i a fer alguna cosa que mai ningú hagués fet. Barry va tenir dos fills amb Wyndham Lewis, un nen el 1919 i una nena el 1920.
Segons l'estudiant Yolanda Morato, el moviment avantguardista va tenir molt impacte en Barry durant aquest període; l'essència del seu primer llibre sobre el cinema com a art es troba en aquests anys. Durant els anys de guerra, Barry anava molt al cinema i va aprofitar per escriure el llibre Let's go to the pictures (1926), on va declarar que "endinsar-se en el imatges no és res del que avergonyir-se".
El 1923 Barry va conèixer el poeta nord-americà Alan Porter (1899-1942), ajudant d'edició literària de The Spectator i va publicar un poema a la revista el juliol de 1923. Durant el compromís de la parella la revista va revisar la seva primera novel·la, Splashing into Society. Ella i Porter es van casar el 8 d'octubre de 1923.
Barry va començar a publicar crítiques a The Spectator el 1923 i va ser corresponsal de cinema del Daily Mail des de 1925 fins 1930, any en què va emigrar als Estats Units. El seu matrimoni amb Alan Porter no va durar després d'aquest trasllat.
La Film Society va ser creada l'octubre de 1925. Barry va ser una de les fundadores, juntament amb el propietari Sidney Bernstein, el director de cinema Adrian Brunel, el també crític de cinema Walter Mycroft i Ivor Montagu.
A Berry se la coneix principalment per haver sigut curadora del departament de cinema del Museu d'Art Modern de Nova York, que va obrir el 1929. Després d'emigrar als Estats Units el 1930, va fundar el departament d'estudis cinematogràfics el 1932, que comptava amb una col·lecció d'arxius de pel·lícules poc conegudes, una biblioteca de llibres relacionar amb el cinema i un programa de pel·lícules. Més tard, el 1941, Barry va obtenir la nacionalitat estatunidenca i es va casar amn John E. Abbott.
Barry va escriure un llibre sobre cinema, Let's Go to the Pictures, el 1926, i el clàssic acadèmic D. W. Griffith: American Film Master el 1940. Més tard, es va convertir en crítica de llibres del New York Herald Tribune.
El 1949, el govern francés va nomenar Barri Cavallera de la Legió d'Honor en reconeixement dels seus serveis al cinema francès.
Barry va morir el 22 de desembre de 1969 a Marsella.

## Filmoteca del MoMA
Haidee Wasson, una estudiant d'estudis cinematogràfics, afirma que sota la direcció de Barry, la Filmoteca del MoMa, la primera institució nord-americana d'art cinematogràfic, va crear un clima cultural i intel·lectual que va permetre que "les pel·lícules seleccionades fossin visibles per a un públic emergent sota les rúbriques d'art i història", va servir com a "promulgadora de discursos sobre el valor cultural i 'oci productiu" i, conseqüentment, va definir "quins objectes i mitjans importen dins de la política del valor cultural i del coneixement visual". Wasson explica amb més detalls la lluita contínua entre Alfred Barr, el director del MoMa, i Iris Barry per afirmar l'estatus cultural i el valor del cinema als poderosos benefactors dels museus i guanyar-se el suport dels estudis cinematogràfics de Hollywood per tal d'elevar l'estatus del cinema a una forma d'art americana única.
A més, Wasson treballa en l'esforç de la Filmoteca del MoMa per crear un públic modern per l'art del cinema a través d'estratègies disciplinàries obertes. Els treballadors de la Filmoteca del MoMa, a vegades la mateixa Barry, controlaven amb atenció el comportament dels espectadors a les sales de cinema, arribant a sancionar conductes inadequades (sorolls, xerrada excessiva, rialles...) o inclús aturant la projecció de la pel·lícula. Aquestes estratègies, tal com argumenta Wasson, tenien com a objectiu crear una nova audiència cinematogràfica inculcant els valors del "visionat de pel·lícules educades i atenció estudiosa".
A través del seu treball a la Filmoteca del MoMa, Barry va guanyar el reconeixement com una de les figures fundadores del moviement de preservació cinematogràfica juntament amb Henri Langlois, a França, i Ernest Lindgren a Gran Bretanya.
El 10 d'octubre de 2014, el MoMA va acollir una xerrada de Robert Sitton, autor del llibre Lady in the Dark: Iris Barry and the Art of Film.

## Obres
- Splashing into Society. Londres: Constable, 1923
- Let's go to the Movies (pdf disponible a Internet Archive)
- D. W. Griffith: American Film Master (en anglès).  Museum of Modern Art. ISBN 978-0-87070-683-7.
- American Library Association; Iris Barry; Warner Bros Pictures. The motion picture: a selected booklist, 1946.
- 978-0-87070-683-7The Ezra Pound Period. The Bookman. Octubre de 1931

### Treballs citats
Wasson, Haidee. Museum Movies: The Museum of Modern Art and the birth of art cinema.  Berkeley: University of California Press, 2005. ISBN 9780520241312.